# Reuven Ramaty High Energy Solar Spectroscopic Imager
Reuven Ramaty High Energy Solar Spectroscopic Imager (RHESSI) é um satélite artificial da Agência Espacial Estadunidense, a NASA, sendo a sexta missão do programa Small Explorer. Foi lançado em 5 de fevereiro de 2002. Sua missão é explorar a física dos fenômenos que envolvem a aceleração de partículas e a liberação de energia em erupções solares.